# Погоріле (Вереміївка)
Погоріле  — колишнє село, пізніше куток у містечку Вереміївка (Полтавщина), до того як воно було переселене у зв'язку із затопленням водами Кременчуцького водосховища наприкінці 1950-х років.

## З історії
За Гетьманщини, як селище (тобто не мало власної церкви), входило до складу Чигирин-Дібровської сотні Лубенського полку.
З ліквідацією сотенного устрою селище Погоріле перейшло до складу Градизького повіту Київського намісництва.
За описом 1787 року в слободі (як вказано у описі) Погоріле проживало 100 душ. Було у володінні «казених людей».
Від початку ХІХ ст. Погоріле вже у складі Золотоніського повіту Полтавської губернії. Входитиме також до Вереміївської волості цього повіту.
Після 1912 року, як і ще одне село (Миклашівка) влилось у ближнє містечко (пізніше село) Вереміївка, ставши одним із його кутків (у південно-східній частині).
Наприкінці 1950-х років селище Вереміївка було перенесено на декілька км на північ у зв'язку зі створенням Кременчуцького водосховища. Нині територія, де знаходилось Погоріле, затоплено водами цього водосховища.